# Riocaud
Riocaud ist eine französische Gemeinde mit 195 Einwohnern (1. Januar 2022) im Département Gironde in der Region Nouvelle-Aquitaine.

## Geografie
Riocaud liegt sieben Kilometer südlich von Pineuilh im Weinbaugebiet Sainte-Foy-Bordeaux.

## Bevölkerungsentwicklung
| Jahr      | 1962 | 1968 | 1975 | 1982 | 1990 | 1999 | 2006 | 2017 |
| Einwohner | 160  | 215  | 184  | 179  | 164  | 179  | 189  | 181  |

## Sehenswürdigkeiten

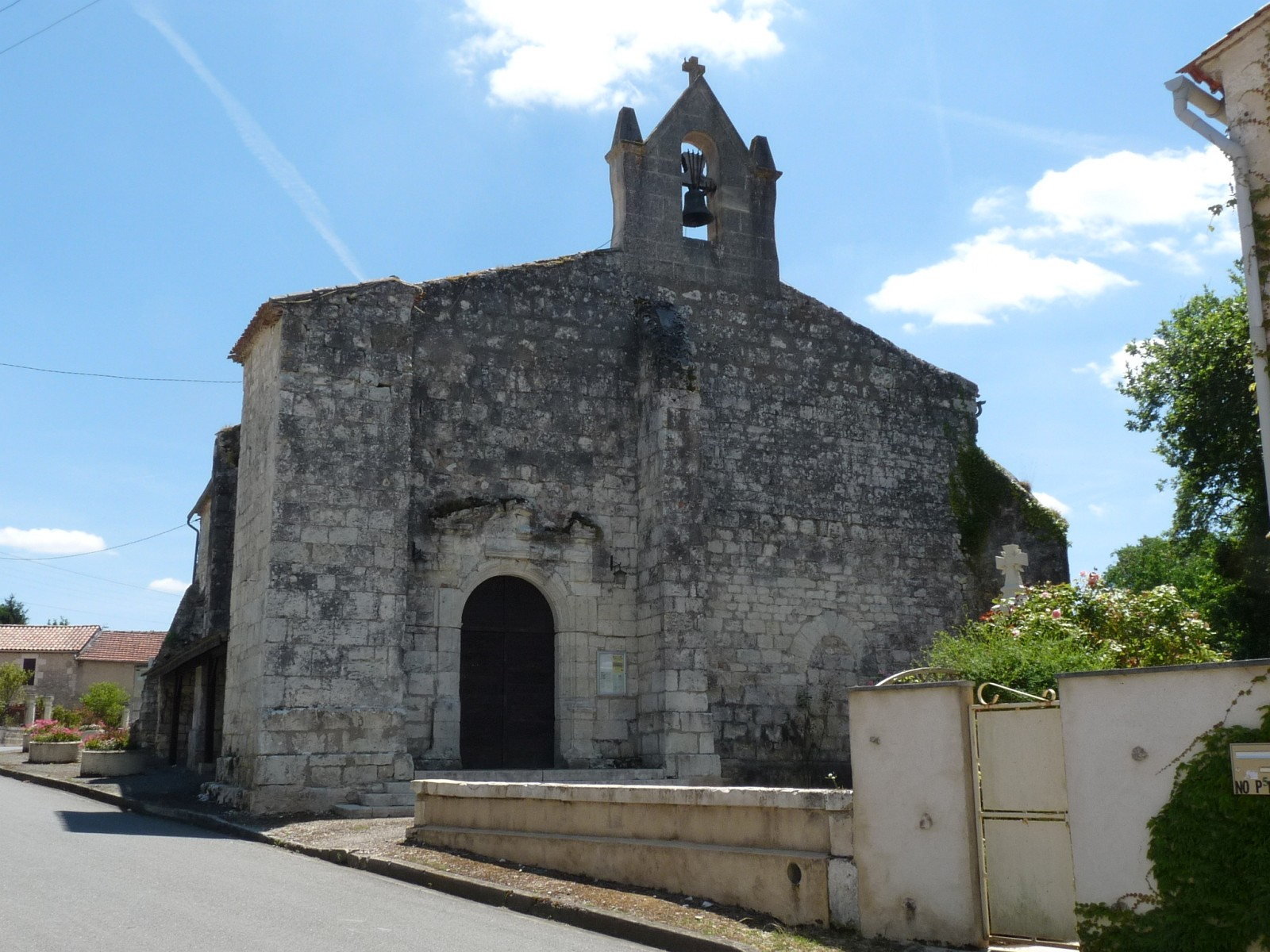
Kirche Saint-Pierre

- Kirche Saint-Pierre (siehe auch: Liste der Monuments historiques in Riocaud)